# روتکای عزیز
روتکای عزیز (انگلیسی: Rutkay Aziz؛ زادهٔ ۱۶ مهٔ ۱۹۴۷) بازیگر اهل ترکیه است.